# Sušica (Petrovec)
Sušica (albanska: Shushica, makedonska: Сушица) är en ort i Nordmakedonien. Den ligger i kommunen Petrovec, i den centrala delen av landet, 29 kilometer öster om huvudstaden Skopje. Sušica ligger 381 meter över havet och antalet invånare är 302.